# Władimir Sofronicki
Władimir Władimirowicz Sofronicki, ros. Влади́мир Влади́мирович Софрони́цкий (ur. 25 kwietnia?/8 maja 1901 w Petersburgu, zm. 29 sierpnia 1961 w Moskwie) – rosyjski pianista.

## Życiorys
Jego ojciec był nauczycielem matematyki w gimnazjum rosyjskim w Warszawie, tam też Władimir Władimirowicz uczył się gry na fortepianie u Anny Lebiediewej-Giecewicz i Aleksandra Michałowskiego. W latach 1914–1921 uczył się w Konserwatorium Petersburskim u Leonida Nikołajewa i Maksimiliana Sztajnberga. Wykonywał utwory Chopina, Skriabina, Liszta, Schumanna i Rachmaninowa. Dawał liczne koncerty w Rosji, w 1928 roku udał się także z tournée po Francji. W 1920 roku poślubił córkę Skriabina, Jelenę. Był wykładowcą Konserwatorium Petersburskiego (1936–1942) i Konserwatorium Moskiewskiego (1942–1961). Został laureatem Nagrody Stalinowskiej, odznaczony został ponadto Orderem Lenina.